# Tighe Rock
Der Tighe Rock ist ein Felsvorsprung an der Walgreen-Küste des westantarktischen Ellsworthlands. Er ragt 24 km nordwestlich des Mount Moses am Westrand des Hudson-Gebirges auf.
Der United States Geological Survey kartierte ihn anhand eigener Vermessungen und Luftaufnahmen der United States Navy aus den Jahren von 1960 bis 1966. Das Advisory Committee on Antarctic Names benannte ihn im Jahr 1968 nach Robert F. Tighe, Elektroingenieur auf der Byrd-Station von 1964 bis 1965.